# Antonov/Taqnia An-132
O Antonov/Taqnia An-132 é uma versão atualizada do turboélice bimotor Antonov An-32 sendo desenvolvido em conjunto pela Arábia Saudita e Ucrânia.

## Projeto e desenvolvimento

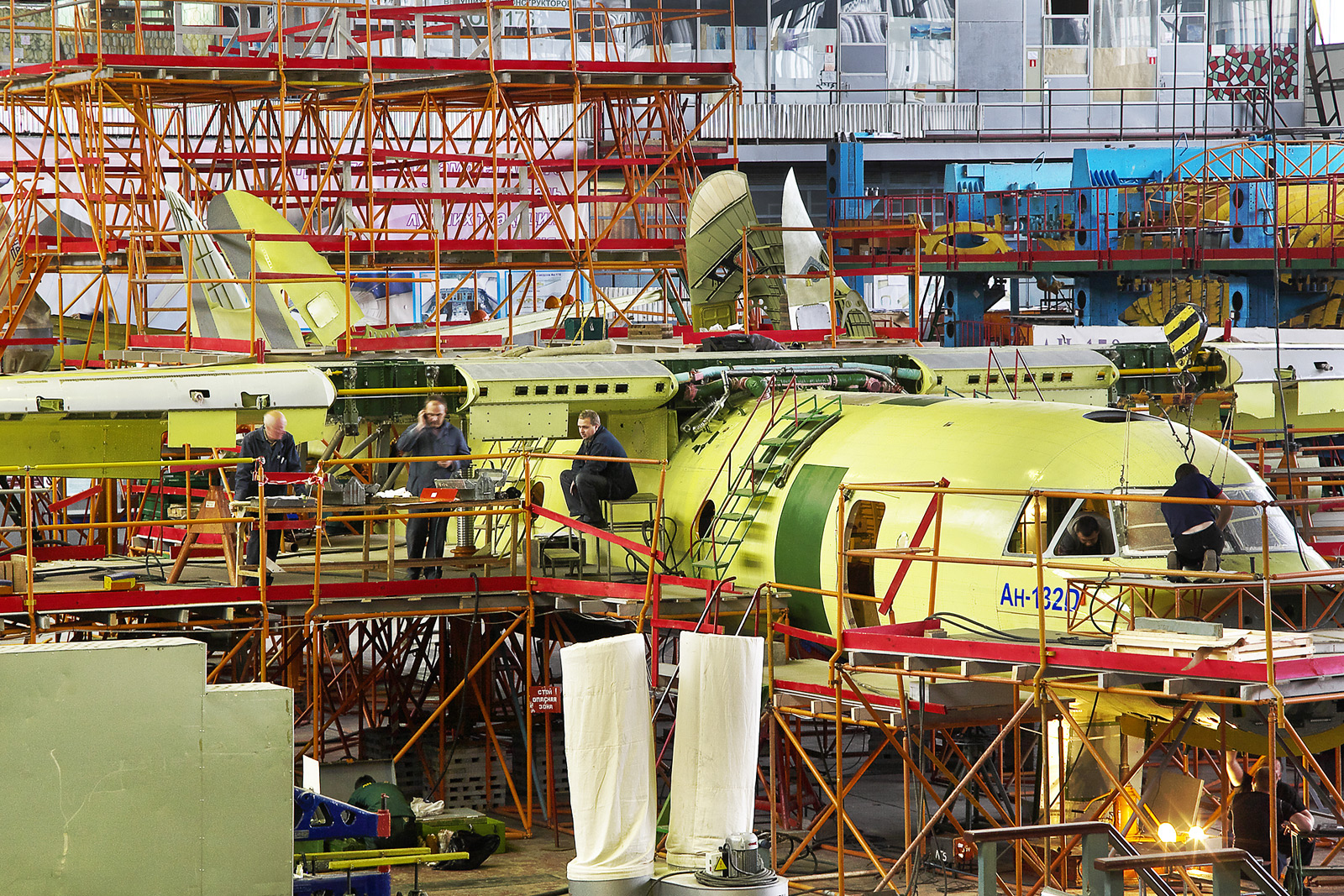
Em produção

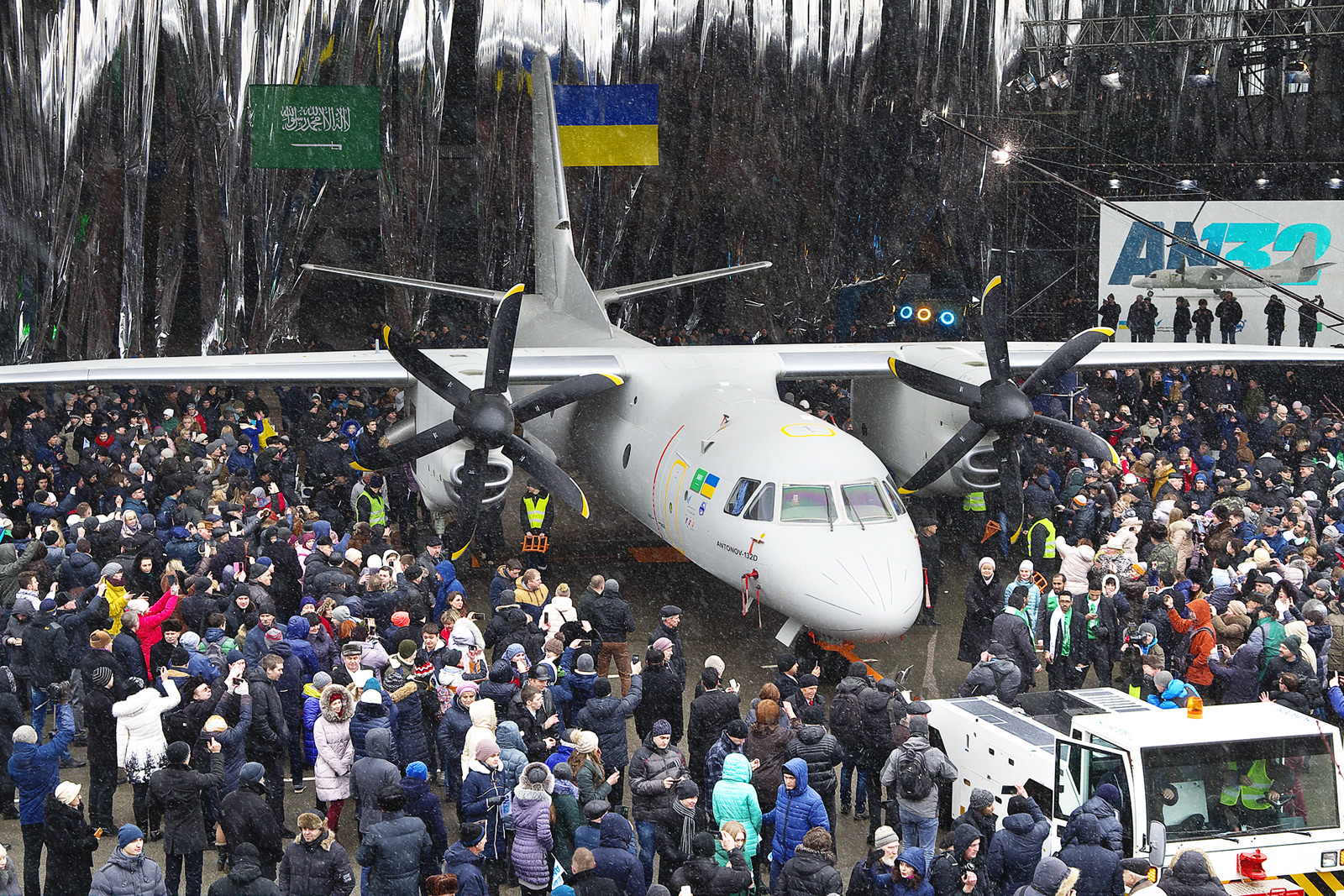
Roll out em 20 de dezembro de 2016

O An-132 será motorizado com dois motores turboélice Pratt & Whitney Canada PW150A, com aviônicos da Honeywell, um sistema de gerenciamento de voo da Liebherr e uma Auxiliary power unit (APU) da Hamilton Sundstrand . O protótipo fez seu roll out em Kiev no dia 20 de dezembro de 2016, seguido por seu primeiro voo que decolou da fábrica da Antonov no aeródromo de Sviatoshyn, tendo pousado em seu centro de testes no Aeroporto da Antonov em 31 de março de 2017. As entregas estavam agendadas a partir de 2018, com um valor estimado de US$ 30 milhões por aeronave e uma produção planejada de 260 a 295 aeronaves até 2035 nas linhas de produção da Ucrânia e Arábia Saudita.

## Variantes
- An-132D: versão inicial.

## Operadores
Arábia Saudita
- Força Aérea da Arábia Saudita: Seis aeronaves encomendadas.[7]